# Virginia Aebischer
Virginia S. „Ginny“ Aebischer (* 20. Dezember 1960) ist eine Bischöfin der Evangelical Lutheran Church in America. Sie steht der South Carolina Synod ihrer Kirche vor.

## Biografie
Aebischer schloss ihr Studium am Upsala College (East Orange) 1983 mit dem Bachelor-Grad ab; darauf folgte ein Theologiestudium am Lutheran Theological Southern Seminary in Columbia, das sie 1989 mit dem Master-Grad abschloss. Im gleichen Jahr trat sie ihre erste Pfarrstelle an der Lutheran Church of the Redeemer in Charleston an, die sie bis 2001 innehatte. Von 2001 bis 2008 war sie Gemeindepfarrerin der Mt. Tabor Lutheran Church in West Columbia. Danach war sie als Assistentin des Bischofs der South Carolina Synod, Herman Yoos, tätig. Als Yoos in den Ruhestand ging, wählte die Synode sie bei ihrer Tagung am 25. Juli 2020 zu dessen Amtsnachfolgerin. Die Wahl fand aufgrund der Covid-19-Einschränkungen online statt. Aebischer trat ihre sechsjährige Amtszeit als Bischöfin am 1. September 2020 an.